# Conus coffeae
Conus coffeae é uma espécie de gastrópode do gênero Conus, pertencente a família Conidae.

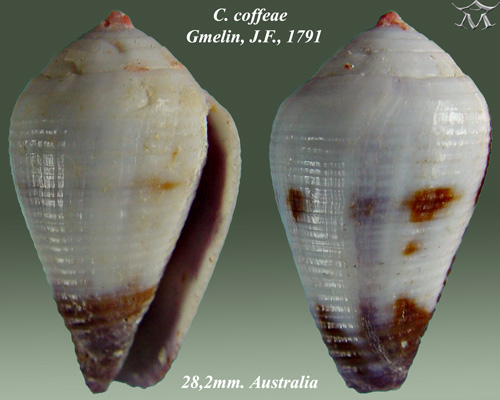
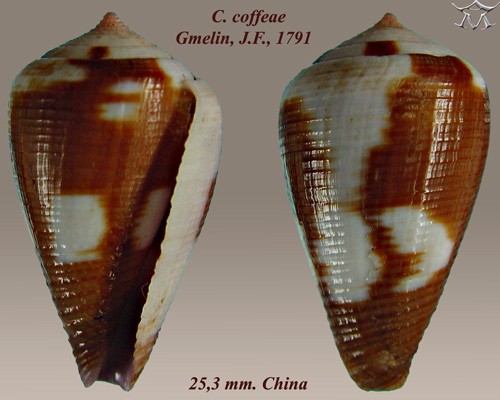